# Liste der Baudenkmäler in Waidhaus
Auf dieser Seite sind die Baudenkmäler in dem Oberpfälzer Markt Waidhaus zusammengestellt. Diese Tabelle ist eine Teilliste der Liste der Baudenkmäler in Bayern. Grundlage ist die Bayerische Denkmalliste, die auf Basis des Bayerischen Denkmalschutzgesetzes vom 1. Oktober 1973 erstmals erstellt wurde und seither durch das Bayerische Landesamt für Denkmalpflege geführt wird. Die folgenden Angaben ersetzen nicht die rechtsverbindliche Auskunft der Denkmalschutzbehörde.

## Ensembles

### Ensemble Hauptstraße/Marktplatz

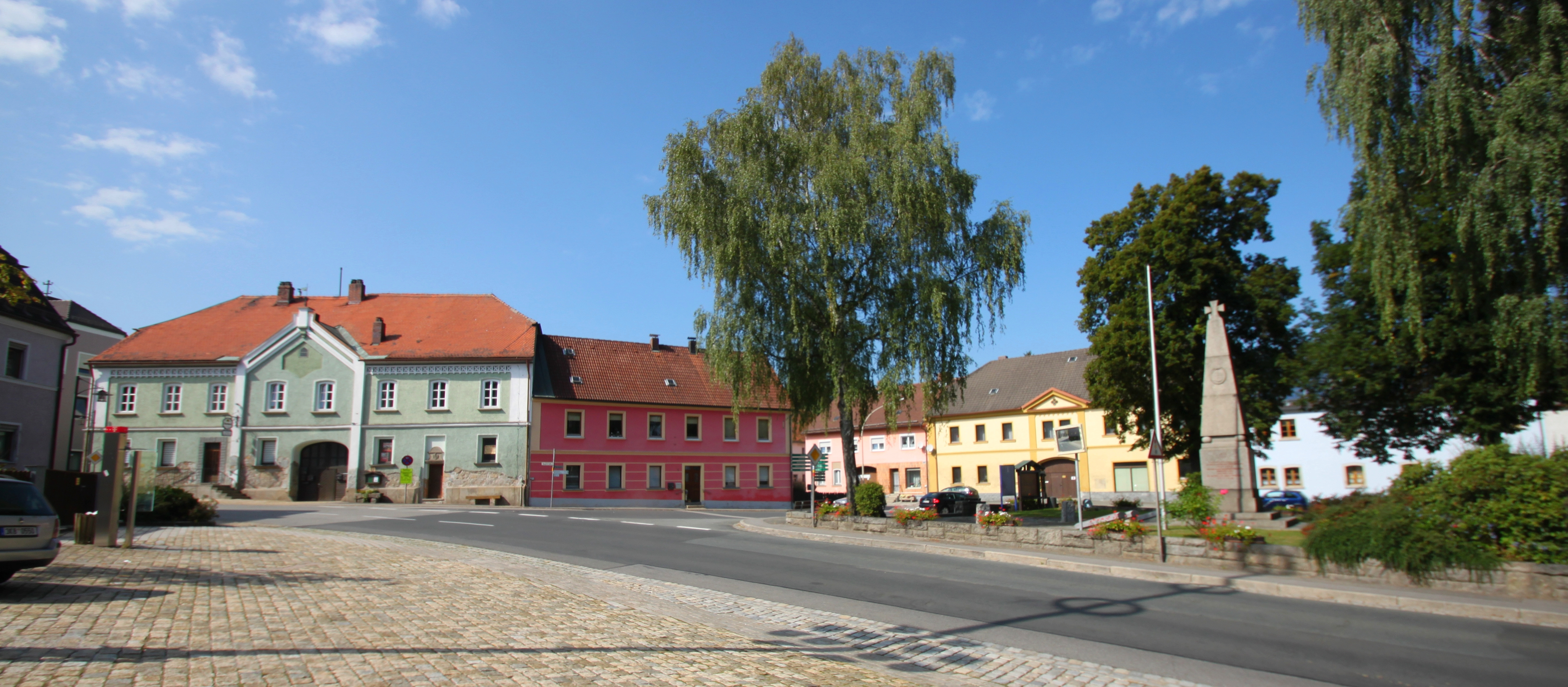

Die städtebaulich wichtigste Linie des Marktes ist der breite Hauptstraßenzug, der in einer leichten Kurvenführung zum unregelmäßig geformten Marktplatz hinführt. Die Hauptstraße wird gebildet durch weitgehend geschlossene Reihen zweigeschossiger Traufseithäuser, deren breite Tordurchfahrten die rückwärtigen Ökonomiehöfe erschließen. Eine ähnliche Bauweise beherrscht den Marktplatz, auf den noch weitere Straßen münden, im Süden mit einem Durchgang zur neugotischen Pfarrkirche, im Osten in relativ offener Bebauung. Die bauliche Überformung der Gebäude erfolgte in der zweiten Hälfte des 19. Jahrhunderts als Folge von vorausgegangenen Marktbränden.
Aktennummer: E-3-74-164-1

## Baudenkmäler nach Ortsteilen

### Waidhaus
| Lage                                | Objekt | Beschreibung | Akten-Nr.     | Bild |
| ----------------------------------- | --- | --- | ------------- | --- |
| Bahnhofstraße (Standort)            | Heiligenfigur | Heiliger Johannes von Nepomuk, Granit, auf geschweiftem, mehrfach profiliertem Postament, bezeichnet mit „1754“ | D-3-74-164-19 | Heiligenfigur |
| Bahnhofstraße 15, 17 (Standort)     | Ehemaliger Bahnhof der Lokalbahn Neustadt-Eslarn, die zwischen 1886 und 1908 in drei Abschnitten eröffnet wurde, Waidhaus wurde 1900 erreicht | Gebäude aus Polygonalmauerwerk mit Eckquaderungen und Ziegelsteineinfassungen Empfangsgebäude, zweigeschossiger Schopfwalmdachbau mit Sohlbankgesims Waschhaus mit Lagerhalle, nordöstlich an das Empfangsgebäude anschließend, langgestreckter eingeschossiger Flachsatteldachbau Lagerhalle, eingeschossiger langgestreckter Flachsatteldachbau | D-3-74-164-32 | Ehemaliger Bahnhof der Lokalbahn Neustadt-Eslarn, die zwischen 1886 und 1908 in drei Abschnitten eröffnet wurde, Waidhaus wurde 1900 erreicht |
| Eslarner Straße (Standort)          | Heiligenfigur | Heiliger Johannes von Nepomuk, Granit, auf Postament mit Deckplatte, bezeichnet mit „1787“ | D-3-74-164-4  | weitere Bilder |
| Eslarner Straße 2 (Standort)        | Ehemalige katholische Dreifaltigkeitskirche, seit 2004 ökumenische Autobahnkirche                                                             | Saalkirche mit Steildach und eingezogenem, fünfseitig geschlossenem Chor, schlanker Turm mit Spitzhelm, neugotisch, 1851–58 unter Einbeziehung von Teilen des Vorgängerbaues von 1814; mit Ausstattung | D-3-74-164-3  | weitere Bilder |
| Frankenreuther Straße 18 (Standort) | Fragmente von Grabplatten | Bezeichnet mit „1598“ und mit „1689“ | D-3-74-164-13 | weitere Bilder |
| Hagendorfer Straße 7 (Standort)     | Brunnen | Rechteckiges Brunnenbecken, darin Granitfigur St. Florian auf Postament mit Deckplatte, bezeichnet mit „1822“ | D-3-74-164-5  | weitere Bilder |
| Hauptstraße 6 (Standort)            | Wappenstein | Granit, bezeichnet mit „1623“ | D-3-74-164-7  | weitere Bilder |
| Kirchplatz 3 (Standort)             | Katholische Pfarrkirche St. Emmeram | Saalkirche mit Steildach und Querhaus, Chor segmentbogig geschlossen, Westturm mit Spitzhelm, 1868 nach Brand neuerrichtet unter Verwendung barocker Teile, 1953 erweitert; mit Ausstattung; Grabplatten mit Reliefierung und Inschriften, Granit, eine bezeichnet mit "1689", Grabsteine, Granit, klassizistisch und neugotisch, 19. Jahrhundert; Relief Arme Seelen im Fegefeuer, Mitte 18. Jahrhundert, über dem vermauerten Zugang an der Westseite | D-3-74-164-12 | weitere Bilder |
| Marktplatz (Standort)               | Kriegerdenkmal für die Gefallenen des Ersten Weltkriegs                                                                                       | Granitobelisk mit Balkenkreuzbekrönung auf Stufenpostament, bezeichnet mit „1926“, 1963 für Gefallene des Zweiten Weltkriegs erweitert | D-3-74-164-16 | weitere Bilder |
| Vohenstraußer Straße 22 (Standort)  | Ehemals Forsthaus | Zweigeschossiger Mansardwalmdachbau mit Werksteingewänden, bezeichnet mit „1769“ Stadel, eingeschossiger Halbwalmdachbau mit Werksteingewänden, wohl Anfang 19. Jahrhundert | D-3-74-164-18 | weitere Bilder |
| am östlichen Ortsrand (Standort)    | Brückenfigur | Heiliger Johannes von Nepomuk, Granit, auf geschweiftem Postament, flankiert von Brüstungsmauer, 18. Jahrhundert | D-3-74-164-20 | weitere Bilder |

### Frankenreuth
| Lage                                 | Objekt                        | Beschreibung | Akten-Nr.     | Bild           |
| ------------------------------------ | ----------------------------- | --- | ------------- | -------------- |
| Frankenreuth 1 (Standort)            | Ehemaliges Schloss            | Eingeschossiger Mansardhalbwalmdachbau mit schmalem Flügel nach Norden, im Kern 17./18. Jahrhundert                                        | D-3-74-164-23 | weitere Bilder |
| Frankenreuth 13 (Standort)           | Wegkreuz, Kriegerdenkmal      | Gusseisenkruzifix auf gestuftem Granitsockel mit Inschriftplatte, um 1920                                                                  | D-3-74-164-36 | weitere Bilder |
| In Frankenreuth (Standort)           | Ortskapelle                   | Walmdachbau über rechteckigem Grundriss, Dachreiter mit Pyramidendach, giebelseitig Holzkruzifix, im Kern 18. Jahrhundert; mit Ausstattung | D-3-74-164-22 | weitere Bilder |
| Lustäcker; Nähe Hüttenweg (Standort) | Wegkreuz                      | Holzkruzifix, Figur farbig gefasst, 18./19. Jahrhundert, Kreuz erneuert                                                                    | D-3-74-164-24 | weitere Bilder |
| Tratacker (Standort)                 | Observation Point der US-Army | zur Beobachtung des Grenzübergangs Waidhaus/Rozvadov, eingeschossiger Flachdachbau, um 1950, Dach erneuert.                                | D-3-74-164-58 | BW             |

### Hagendorf
| Lage                   | Objekt                                                 | Beschreibung | Akten-Nr.     | Bild |
| ---------------------- | ------------------------------------------------------ | --- | ------------- | ---- |
| Hagendorf 1 (Standort) | Vierseithof; ehemaliges Wohnstallhaus, später Gasthaus | Eingeschossiger Satteldachbau, hofseitig Greddach, mit Werksteingewänden, bezeichnet mit „1764“ Stadel, zweigeschossiger Satteldachbau, Erdgeschoss massiv, Oberteil verbrettertes Holzständerwerk, 18./Anfang 19. Jahrhundert Remise, eingeschossiger massiver Satteldachbau mit Einfahrtstoren, nach Norden Stallteil, 18./19. Jahrhundert Stall, zweigeschossiger Satteldachbau mit hölzernem Treppenanbau nach Süden, Obergeschoss Wohnung, 19. Jahrhundert | D-3-74-164-25 | BW   |

### Pfälzerhof
| Lage                    | Objekt   | Beschreibung                                                                                  | Akten-Nr.     | Bild           |
| ----------------------- | -------- | --------------------------------------------------------------------------------------------- | ------------- | -------------- |
| Pfälzerhof 2 (Standort) | Wegkreuz | Kleines Gusseisenkruzifix auf geschweiftem Granitpostament mit Voluten, bezeichnet mit „1859“ | D-3-74-164-37 | weitere Bilder |

### Pfrentsch
| Lage                     | Objekt                                  | Beschreibung | Akten-Nr.     | Bild           |
| ------------------------ | --------------------------------------- | --- | ------------- | -------------- |
| Pfrentsch 1 (Standort)   | Sogenanntes Fürstenhaus, dann Försterei | Zweigeschossiger Steildachbau mit Werksteingewänden, Gebäudeflügel nach Norden, Ostgiebel Rautenfachwerk, wohl 17. Jahrhundert Nebengebäude, kleiner Satteldachbau mit Werksteingewänden, 18./Anfang 19. Jahrhundert | D-3-74-164-28 | weitere Bilder |
| Pfrentsch 6 (Standort)   | Ehemaliges Gasthaus                     | Zweigeschossiger Satteldachbau, nach Süden Greddach, Obergeschoss Fachwerk, nach Westen Stallstadel, im Kern 17./18. Jahrhundert                                                                                     | D-3-74-164-29 | weitere Bilder |
| Pfrentsch 70 (Standort)  | Felsenkeller                            | Eingang mit Granitgewände, bezeichnet mit "1798". nicht nachqualifiziert, im Bayerischen Denkmal-Atlas nicht kartiert                                                                                                | D-3-74-164-31 | weitere Bilder |
| Pfrentsch 70 (Standort)  | Ortskapelle                             | Steildachbau, dreiseitig geschlossen, Dachreiter mit Zwiebelhaube, neubarock, um 1900; mit Ausstattung | D-3-74-164-27 | weitere Bilder |
| Pfreimdbrücke (Standort) | Heiligenfigur                           | Heiliger Johannes von Nepomuk, Granit, auf geschweiftem Volutenpostament, 18. Jahrhundert | D-3-74-164-30 | weitere Bilder |

### Reichenau
| Lage                    | Objekt      | Beschreibung | Akten-Nr.     | Bild           |
| ----------------------- | ----------- | --- | ------------- | -------------- |
| In Reichenau (Standort) | Stallstadel | Eingeschossiger massiver Satteldachbau mit eingewölbtem Stallbereich, Anbauten nach Nordosten und Südwesten aus verbrettertem Holzständerwerk, erste Hälfte 19. Jahrhundert | D-3-74-164-33 | weitere Bilder |

### Keinem Ortsteil zugeordnet
| Lage       | Objekt    | Beschreibung                                                                           | Akten-Nr.     | Bild |
| ---------- | --------- | -------------------------------------------------------------------------------------- | ------------- | ---- |
| Kühbühl () | Bildstock | Granitpfeiler auf Würfelpostament, Laterne mit korbbogiger Bildnische, 18. Jahrhundert | D-3-74-147-56 |      |

## Ehemalige Baudenkmäler
In diesem Abschnitt sind Objekte aufgeführt, die früher einmal in der Denkmalliste eingetragen waren, jetzt aber nicht mehr. Objekte, die in anderem Zusammenhang also z. B. als Teil eines Baudenkmals weiter eingetragen sind, sollen hier nicht aufgeführt werden. Aktennummern in diesem Abschnitt sind ehemalige, jetzt nicht mehr gültige Aktennummern.

| Lage                                   | Objekt             | Beschreibung                                                     | Akten-Nr.     | Bild        |
| -------------------------------------- | ------------------ | ---------------------------------------------------------------- | ------------- | ----------- |
| Waidhaus Hauptstraße 2 ()              | Holzfigur          | Heiliger Johannes von Nepomuk, 18. Jahrhundert                   | D-3-74-164-6  |             |
| Waidhaus Hauptstraße 15 (Standort)     | Einfahrttor        | Wohl 18. Jahrhundert                                             | D-3-74-164-9  | Einfahrttor |
| Waidhaus Am Feldweg nach Ödkührieth () | Steinkreuz         | Mit ausgehauenen Zeichen Zahnrad und Hammer, nachmittelalterlich | D-3-74-164-21 |             |
| Hagendorf Hagendorf 25 (Standort)      | Zugehöriger Stadel | Bezeichnet mit „1730“, verschalter Ständerbau                    | D-3-74-164-26 | BW          |